# Escadrons de ligne du Levant
Les escadrons de lignes du Levant sont une unité de cavalerie des troupes spéciales du Levant, recrutés en Syrie et au service du mandat français en Syrie et au Liban. Après avoir combattu pendant la Seconde Guerre mondiale, ils sont rattachés en 1945 à l'Armée syrienne.

## Création et différentes dénomination
- 1926 : création des 1er, 2e, 3e et 4e escadrons de ligne du Levant
- 1934 : dissolution des 1er et 2e escadrons
- 1939 : formation du groupement de cavalerie de ligne du Levant regroupant les 3e et 4e escadrons
- août 1945 : les escadrons de ligne du Levant passent dans l'Armée syrienne

## Historique

### Formation
Les escadrons de ligne du Levant sont créés le 1er janvier 1926 lorsque les trois régiments mixtes syriens de la Légion syrienne sont dissous. En 1930, lorsque la Légion syrienne donne naissance aux troupes spéciales du Levant, les quatre escadrons regroupent 550 hommes.

### Garnisons et opérations
Les escadrons servent à la fois dans le Nord et le Sud de l'État de Syrie. Les 1er et 2e escadrons sont dissous en 1934, les 3e et 4e escadrons subsistent, en garnison à Homs et Hama.
Le 1er mai 1939, les deux escadrons sont regroupés avec le peloton spécial d'automitrailleuses no 1 au sein du groupement de cavalerie de ligne du Levant.
Le groupement et ses deux escadrons sont engagés dans la campagne de Syrie aux côtés des forces vichystes. Ils passent après la capitulation vichyste aux forces françaises libres puis en août 1945 à l'Armée syrienne.

## Uniforme et équipement

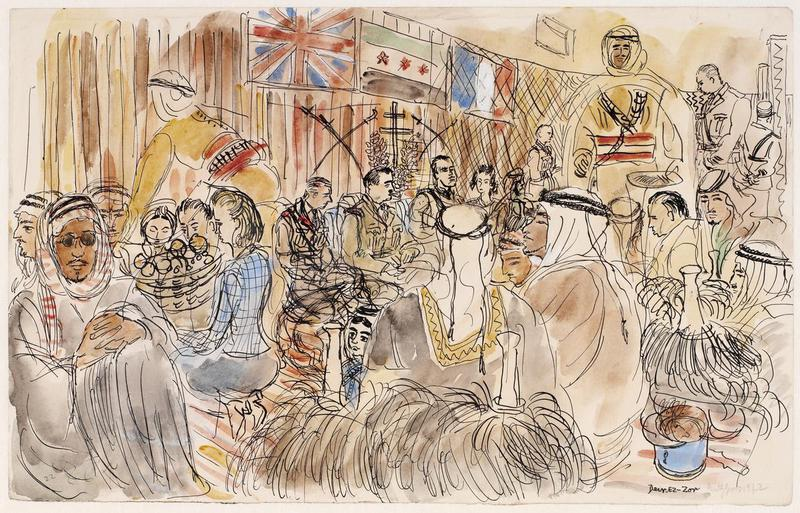
Dîner entre officiers syriens, français et britanniques en mai ou juin 1942 (dessin d'). Les militaires effectuant le service appartiennent à un escadron de ligne.

### Uniforme
Les cavaliers des escadrons de ligne du Levant portent, à l'exception de la coiffure, un uniforme semblable à celui des chasseurs d'Afrique : vareuse et pantalon-culotte de cavalerie en drap kaki, manteau de cavalerie kaki clair, vareuse de campagne, pantalon-culotte de cavalerie et gandoura en toile kaki clair. Les cavaliers portent également un ceinturon-baudrier saharien, et une ceinture rouge autour de la taille.

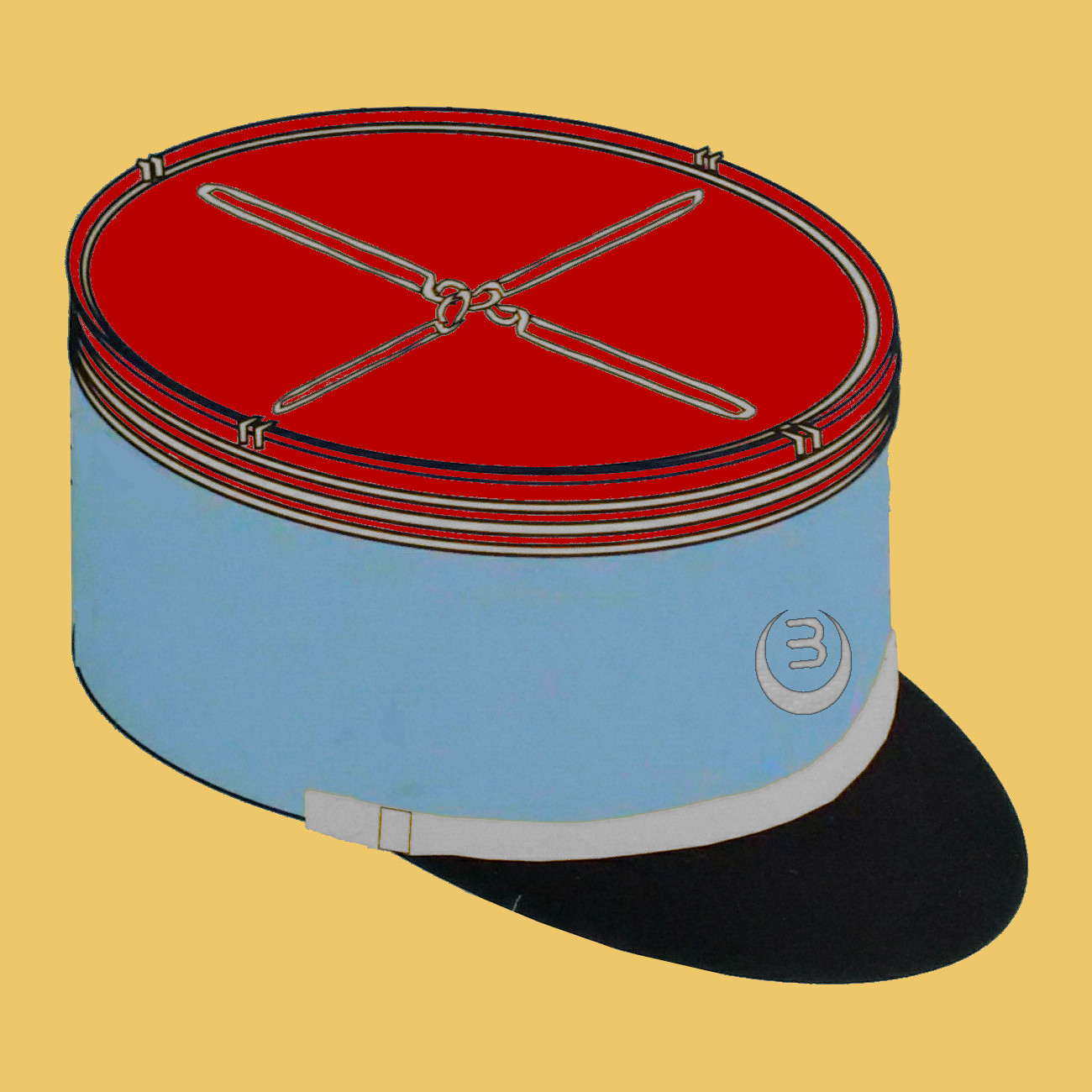
Dessin d'un képi de capitaine français du 3e escadron : bandeau bleu ciel, turban et calot garance, marques de grade, nœud hongrois (à quatre branches), fausse jugulaire, croissant et numéro de l'escadron argent.

La coiffure est un chèche kaki en tenue de service et un keffieh de soie blanche avec agal noir en tenue de sortie ou de cérémonie. Les officiers et adjudants portent un képi à bandeau bleu ciel. Pour les Français, le turban et le calot du képi sont garance et les officiers syriens se distinguent par la couleur kaki du calot et du turban du képi, avec sur le dessus un nœud hongrois à cinq branches (et non quatre) sur le haut du képi. Ils adoptent dans la pratique le même képi que leurs homologues français.
Les pattes de collet sont violettes avec deux soutaches bleu ciel. Le numéro de l'escadron et le croissant sont argentés. Une autre étude indique que dans les années 1930 les pattes de collet sont bleu ciel, chargées du numéro d'escadron inscrit dans un croissant violet, avec deux soutaches.
Les galons de grade sont argentés pour les officiers et jonquille (jaune) pour les hommes de la troupe. À partir de 1936, les cavaliers portent sur la poitrine gauche un insigne commun aux deux escadrons et fabriqué par la maison Arthus Bertrand : une tête de cheval inscrite dans un croissant, portant l'inscription Cavalerie de ligne.

### Équipement
Le harnachement des chevaux et l'armement est celui du reste de la cavalerie française. Les cavaliers de ligne sont les seules troupes autochtones à porter le sabre de cavalerie.